# José Juan Aboytia
José Juan Aboytia Zaragoza más conocido como José Juan Aboytia (Ensenada, 1974) es un escritor y profesor mexicano.

## Biografía
Se recibió como licenciado en lengua y literatura hispanoamericana por la Universidad Autónoma de Baja California (UABC). Más tarde obtuvo un diplomado en historia y técnica cinematográfica por la Cineteca Nacional, y realizó una maestría en cultura e investigación literaria por la Universidad Autónoma de Ciudad Juárez (UACJ).
En 2003 fue seleccionado como becario del Fondo Estatal para la Cultura y las Artes foeca-Baja California, en el área de literatura. Es autor de varios libros de cuentos y novelas, algunos de estos han sido adaptados a piezas teatrales y cortometrajes para cine, entre los cuales se destacan: Todo comenzó cuando alguien me llamó por mi nombre (2001), Desierto en escarlata : Cuentos criminales de Ciudad Juárez (2018) y Paraíso difícil de roer (2021).
Ha impartido cursos y talleres de guion cinematográfico y creación literaria. Actualmente, se desempeña como profesor de literatura y comunicación en la Universidad Autónoma de Ciudad Juárez (UACJ).
En 2008 fue galardonado con el Premio Estatal de Novela en Baja California. Es miembro del Colectivo de Narrativa Literaria Zurdo Mendieta, en Ciudad Juárez, Chihuahua.

## Publicaciones seleccionadas

### Cuentos
- Aboytia, José Juan (2001). Todo comenzó cuando alguien me llamó por mi nombre. Ciudad de México: Consejo Nacional para la Cultura y las Artes [CONACULTA] (Fondo Editorial Tierra Adentro; 237). ISBN 9701872274.
- Aboytia, José Juan; Campbell, Federico; Di Bella Martínez, José Manuel; Muñoz Vargas, Jaime; Salinas Basave, Daniel; Silva-Rosas, Sonia; Vaquera, Santiago (2014). Expedientes abiertos : cuentos policíacos sobre la frontera México-Estados Unidos. Mexicali, Baja California: Universidad Autónoma de Baja California / University of Colorado. ISBN 9786079530525.
- Aboytia, José Juan (2015). Pretextos para una literatura inadjetiva. Tijuana, Baja California: Nortestación Editorial.
- Aboytia, José Juan (2018). ABC de la XYZ. Tijuana, Baja California: Nortestación Editorial. ISBN 9786078009091.
- Aboytia, José Juan; Cerdán, Eduardo; García Delgado, Agustín; Vigueras Fernández, Ricardo (2018). Desierto en escarlata : Cuentos criminales de Ciudad Juárez. Ciudad de México: Nitro Press (Nitro Noir; 9). ISBN 9786078256624.

### Novelas
- Aboytia, José Juan (2009). Ficción barata. Baja California, México: Instituto de Cultura de Baja California [ICBC].
- Aboytia, José Juan (2021). Paraíso difícil de roer. Ciudad de México: Nitro Press (Nitro Noir; 24). ISBN 9786078805020.